# Trà Phổ Nhĩ
Trà (chè) Phổ Nhĩ là một loại chè được làm từ chè đen, qua một quá trình lên men giúp cho các vi sinh vật có lợi phát triển, giống như rượu vang, càng để lâu thì chất lượng càng được nâng cao.

## Nguồn gốc

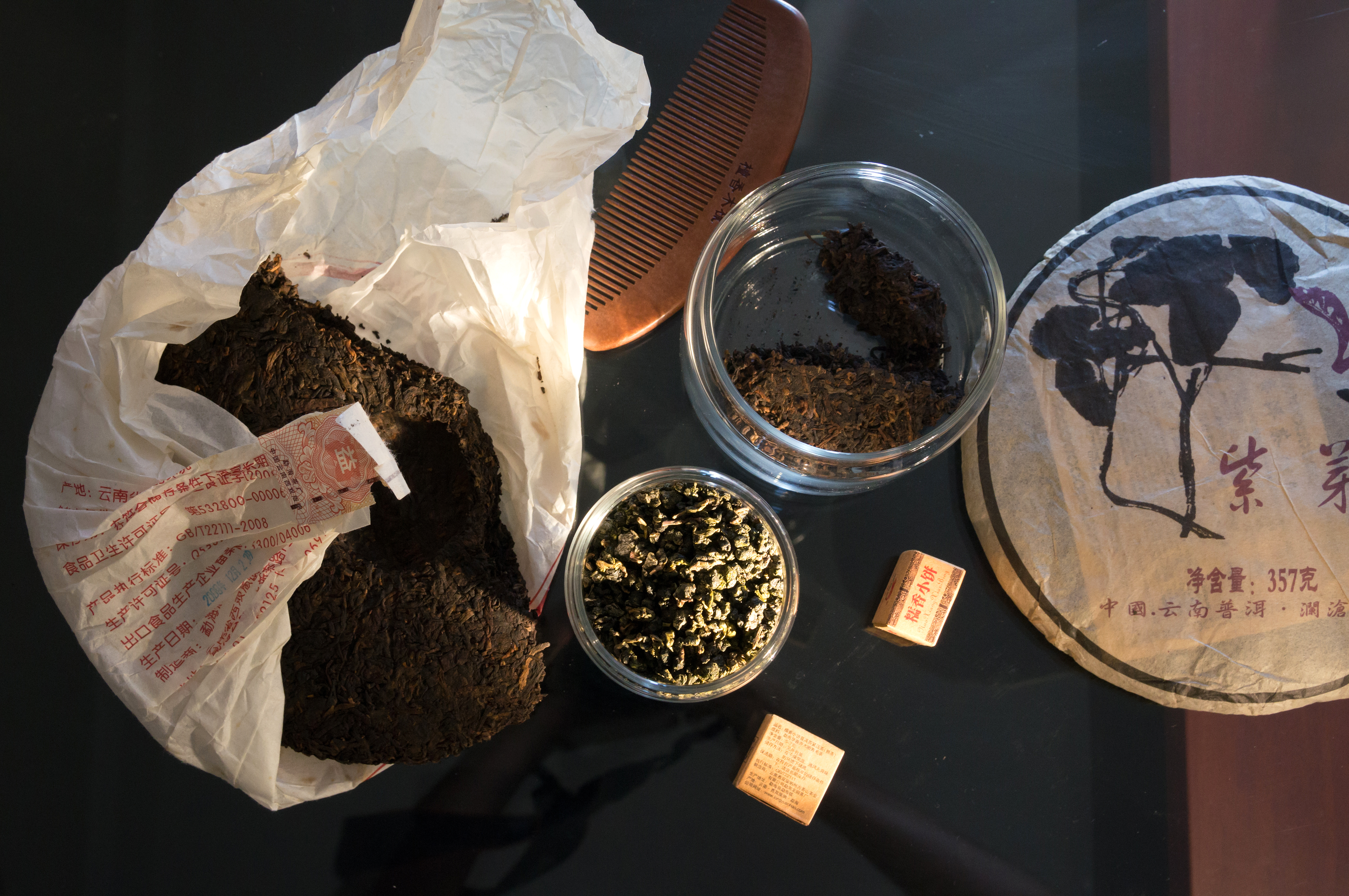
Trà Phổ Nhĩ